# Гаджиалиев, Магеррам Салам оглы
Магеррам Салам оглы Гаджиалиев (азерб. Məhərrəm Salam oğlu Hacəliyev; род. 1961, Нухинский район, Азербайджанская ССР) — советский азербайджанский механизатор, лауреат премии Ленинского комсомола (1984).

## Биография
Родился в 1961 году в Нухинском районе Азербайджанской ССР (ныне Шекинский район).
Окончил профессионально-техническое училище, после чего в 1979—1981 годах служил в Советской Армии. С 1981 года — тракторист-машинист Шекинского районного отделения объединения «Азерсельхозхимия».
Достиг высоких результатов при выполнении заданий плана одиннадцатой пятилетки (1981—1985). Освоив все секреты работы на тракторе, вскоре стал одним из лучших механизаторов объединения «Азерсельхозхимия». Вносил рационализаторские предложения, как комсорг коллектива организовал работу группы механизаторов с целью получения максимальной производительности труда: машинисты выходили на работу на полчаса раньше, а перед уходом полностью подготавливали технику на следующий день, также была введена безнарядная система оплаты труда. За счет предпринятых мер эффективность работы механизаторов улучшилась, лично Гаджиалиев выполнял за один день норму двух с половиной дней. Гаджиалиев выполнил план 1983 года за 11 месяцев, к сентябрю 1984 года выполнял задания уже 1985 года, а к октябрю 1985 года — задания 1986 года. За достигнутые в социалистическом соревновании 1983 года успехи Гаджиалиеву была присуждена премия Ленинского комсомола.
Активно участвовал в общественно-политической жизни предприятия, состоял в КПСС.